# Noturus eleutherus
Noturus eleutherus är en fiskart som beskrevs av Jordan, 1877. Noturus eleutherus ingår i släktet Noturus och familjen Ictaluridae. Inga underarter finns listade i Catalogue of Life.